# چهاردره
چهاردره، روستایی از توابع بخش میداود شهرستان باغ‌ملک در استان خوزستان ایران است.

## جمعیت
این روستا در دهستان سرله قرار دارد و براساس سرشماری مرکز آمار ایران در سال ۱۳۸۵، جمعیت آن ۱۱۴ نفر (۲۲خانوار) بوده‌است.